# Paral·lel 55° sud
El paral·lel 55° sud és una línia de latitud que es troba a 55 graus sud de la línia equatorial terrestre. Travessa l'oceà Atlàntic, l'Oceà Índic, l'Oceà Pacífic i Amèrica del Sud.
En aquesta latitud el sol és visible durant 17 hores, 22 minuts durant el solstici d'hivern i 7 hores, 10 minuts durant el solstici d'estiu.

## Geografia
En el sistema geodèsic WGS84, al nivell de 55° de latitud sud, un grau de longitud equival a 63,994 km; la longitud total del paral·lel és de 23.038 km, que és aproximadament 57,5% de la de l'equador, del que es troba a 6.097 km i a 3.904 km del pol Sud

## Arreu del món
A partir del Meridià de Greenwich i cap a l'est, el paral·lel 55° sud passa per: 
| Coordenades                              | País. Territori o mar | Notes |
| ---------------------------------------- | --------------------- | --- |
| 55° 0′ S, 0° 0′ E / 55.000°S,0.000°E     | Oceà Atlàntic         | |
| 55° 0′ S, 20° 0′ E / 55.000°S,20.000°E   | Oceà Índic            | |
| 55° 0′ S, 147° 0′ E / 55.000°S,147.000°E | Oceà Pacífic          | Passa al sud de l'illa Macquarie, Austràlia · Passa al nord dels illots Bishop i Clerk, Austràlia                                                                |
| 55° 0′ S, 71° 14′ O / 55.000°S,71.233°O  | Xile                  | Illes de Gilbert, Londonderry, London, Thompson, Gordon, Hoste, Navarino i Picton                                                                                |
| 55° 0′ S, 67° 0′ O / 55.000°S,67.000°O   | Canal de Beagle       | |
| 55° 0′ S, 66° 42′ O / 55.000°S,66.700°O  | Argentina             | Illa Gran de Terra de Foc |
| 55° 0′ S, 66° 23′ O / 55.000°S,66.383°O  | Oceà Atlàntic         | Passa al sud de l'Illa de Los Estados, Argentina · Passa al sud de l'illa de Geòrgia del Sud, Illes Geòrgia del Sud i Sandwich del Sud (reclamada per Argentina) |